# Vættir
Los vættir (del Nórdico antiguo; singular vættr) son espíritus de la naturaleza en la mitología nórdica. Estos espíritus se dividen por familias, incluidos elfos, enanos, gigantes e incluso dioses, los Æsir y Vanir, de quienes se sobreentiende, están en posición predominante entre ellos. El término familias a menudo se ha traducido por clan o raza. Estas familias algunas veces se intercambiaban y se casaban unos con otros, y en ciertas ocasiones también con humanos. Los Sjövættir (espíritus del mar) son los guardianes específicos de las aguas.
Un tomte es un vätte solitario, suele vivir en la alquería. Normalmente es benevolente y servicial, lo que no se puede decir del travieso illvätte pero puede provocar mucho daño cuando se enoja, como matanzas de ganado.

## Etimología
El término vættir y su versión inglesa wights significa literalmente seres y están relacionados etimológicamente con formas verbales del inglés be (ser o estar), como was y were. Normalmente se refiere a seres sobrenaturales, especialmente landvættir (espíritus de la tierra), pero puede asignarse a cualquier criatura. En noruego vetter es usa mucho en la misma forma que el nórdico antiguo vættir, mientras la palabra correspondiente en sueco o danés es väsen or væsen (el ser), también parecido a las formas inglesas was y were.

## Época vikinga
En el ocaso de la Época vikinga, los reinos nórdicos comenzaban la conversión al cristianismo. Los conceptos cristianos no bíblicos sobre espíritus de la Naturaleza, sobre todo la refundición alemana de enanos y elfos y el concepto francés cuento de hadas, influyeron cada vez más en el concepto nórdico de los espíritus de la Naturaleza.
Hablando en general, a partir de aproximadamente el siglo XIII en adelante, el nórdico vættir se encoge en tamaño. Un titánico Jotun disminuye hasta convertirse en un trol, un elfo de altura similar al ser humano se encoge a la altura de las rodillas. Mientras los troles tienden a representar los espíritus en lugares salvajes y los nisser en espíritus hogareños, se solapan amplia y mutuamente. Ambos grupos adquieren rasgos de los primitivos dvergar.
Los landvættir (espíritus de la tierra) son guardianes del submundo, especialmente en emplazamientos salvajes y granjas. Cuando los navegantes nórdicos se acercaban a la tierra, retiraban las cabezas de dragón esculpidas en los arcos de proa de sus embarcaciones para no asustar y no incitar el ataque los landvættir que supuestamente comportaba mal augurio.
La cultura islandesa sigue celebrando la protección sobrenatural sobre la isla, y cuatro landvættir están presentes y se pueden observar con detalle en el Escudo de Islandia: el toro, el águila, el dragón y un gigante. Las bestias representadas son troles o jotun que toman la forma (y mentalidad) de animales, que son excepcionalmente fuertes. Incluso el dragón es generalmente considerado una serpiente trol: los retoños de Loki incluyen el lobo Fenrir, la serpiente Jörmungandr y el caballo Sleipnir.

## Cristianización, folclore y actualidad
El cristianismo influenció los conceptos del pueblo nórdico, aunque las creencias animisticas permanecen firmes. En la moderna Islandia, los equipos de trabajo que construyen nuevas carreteras a veces rodean piedras que, según las creencias, supuestamente son hogares de Huldufólk. La gente sigue relatando avistamientos de troles, Álfafólk, serpientes de mar, etc.
El folklore escandinavo presenta una clase de seres similares a los landvættir. Se les conoce por muchos nombres, aunque los más comunes sean "vättar" en el sur de Suecia (singular: el vätte), "vittra" en norte de Suecia y "huldrefolk" en Noruega (aunque "vittra" singulares y "huldra", respectivamente, tienen otro significado completamente diferente).
Durante el siglo XIX, Peter Christen Asbjørnsen y Jørgen Moe aglutinaron historias tradicionales entre los noruegos, como parte de un emotivo, nacionalista y valores anti-racionales del Romanticismo. Estas historias reflejaban las creencias animísticas preservadas de elementos originales derivados de la Era vikinga pero fuertemente influenciados por la cosmología cristiana medieval de Alemania, Gran Bretaña y Francia. Preferentemente historias que reflejarían puntos de vista posteriores de los Vættir, normalmente llamados los Huldrefolk (del nórdico antiguo Huldufólk), que significa pueblo oculto en referencia a su desapego del mundo o su poder de invisibilidad.